# Pfarreizentrum St. Peter und Paul (Täuffelen)

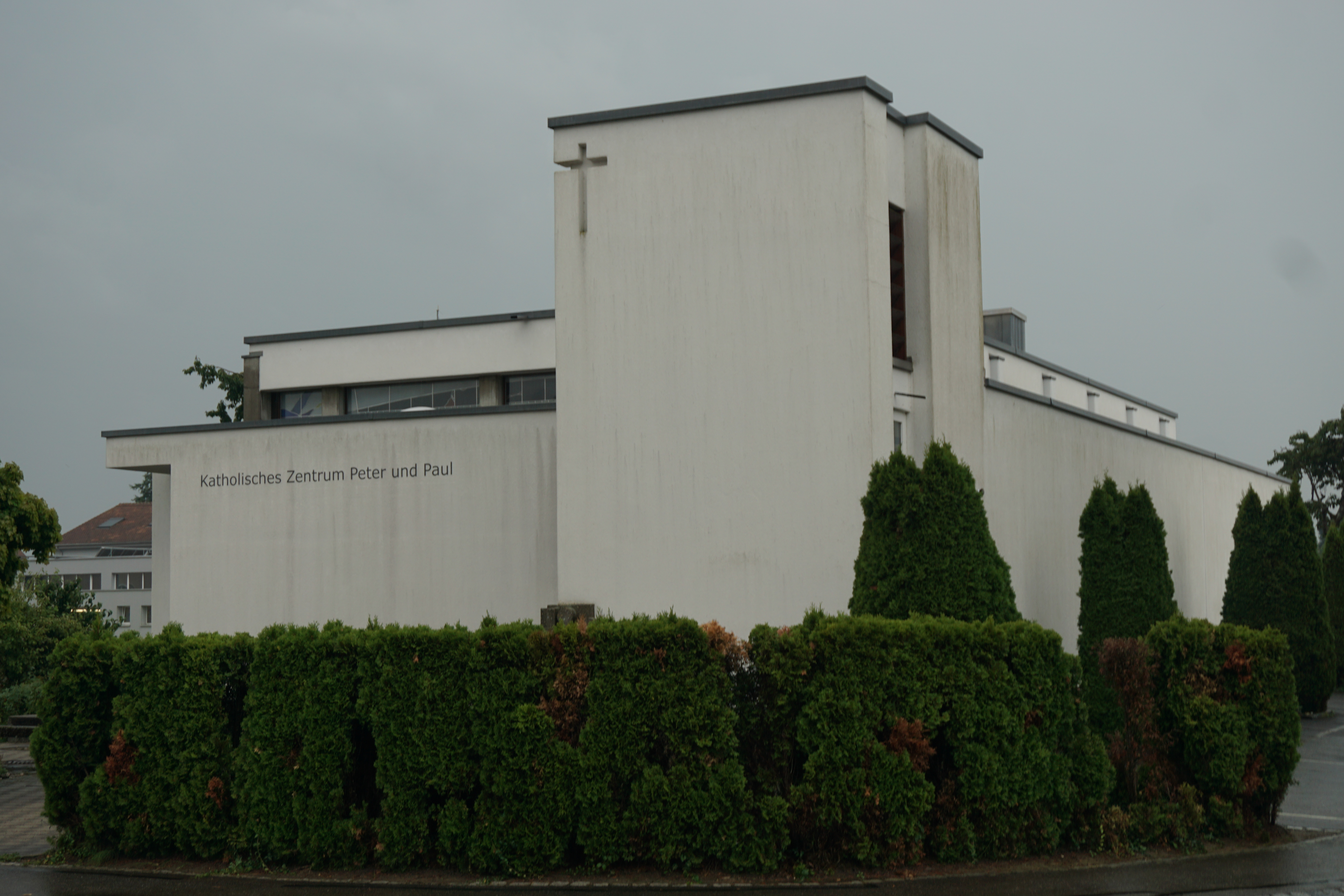
Kirche St. Peter und Paul Täuffelen

Das  Pfarreizentrum St. Peter und Paul in Täuffelen ist seit Mai 2017 eines der vier Zentren der neuen regionalen Römisch-katholischen Pfarrei Seeland-Lyss, neben Pfarreizentrum St. Maria (Ins), Maria Geburt (Lyss) und dem Pfarreizentrum St. Katharina (Büren an der Aare).

## Geschichte und Pfarreistruktur
Am 13. Mai 2017 errichtete Bischof Felix Gmür den Pastoralraum Seeland und dabei wurde Täuffelen als an Ins angeschlossene Filiale ein Teil der neu umschriebenen Pfarrei Seeland-Lyss.
Das Einzugsgebiet des Pfarreizentrums umfasst die Orte Epsach, Hagneck, Mörigen, und Täuffelen-Gerolfingen.
Um 1970 umfasste die Zahl der Katholiken im Einzugsgebiet rund 400 Personen. Während zwei Jahrzehnten wurde für die Gottesdienste der Katholiken der Theatersaal eines Restaurants in Gerolfingen benutzt. Für die bessere Betreuung der Gläubigen plante man ein eigenes kirchliches Zentrum in Täuffelen. Dank Sammelaktionen und Spenden wurde der Kirchenbau möglich. Nach den Plänen des «atelier 64» – G. u. H. Götschi-Holenstein wurde am 17. Mai 1971 mit dem Bau am Bodenweg 9  begonnen. Nach fünfzehnmonatiger Bauzeit war das nun Kirchenzentrum St. Peter und Paul genannte Bauwerk fertig gestellt und wurde von Bischof Anton Hänggi eingeweiht.

## Baubeschreibung

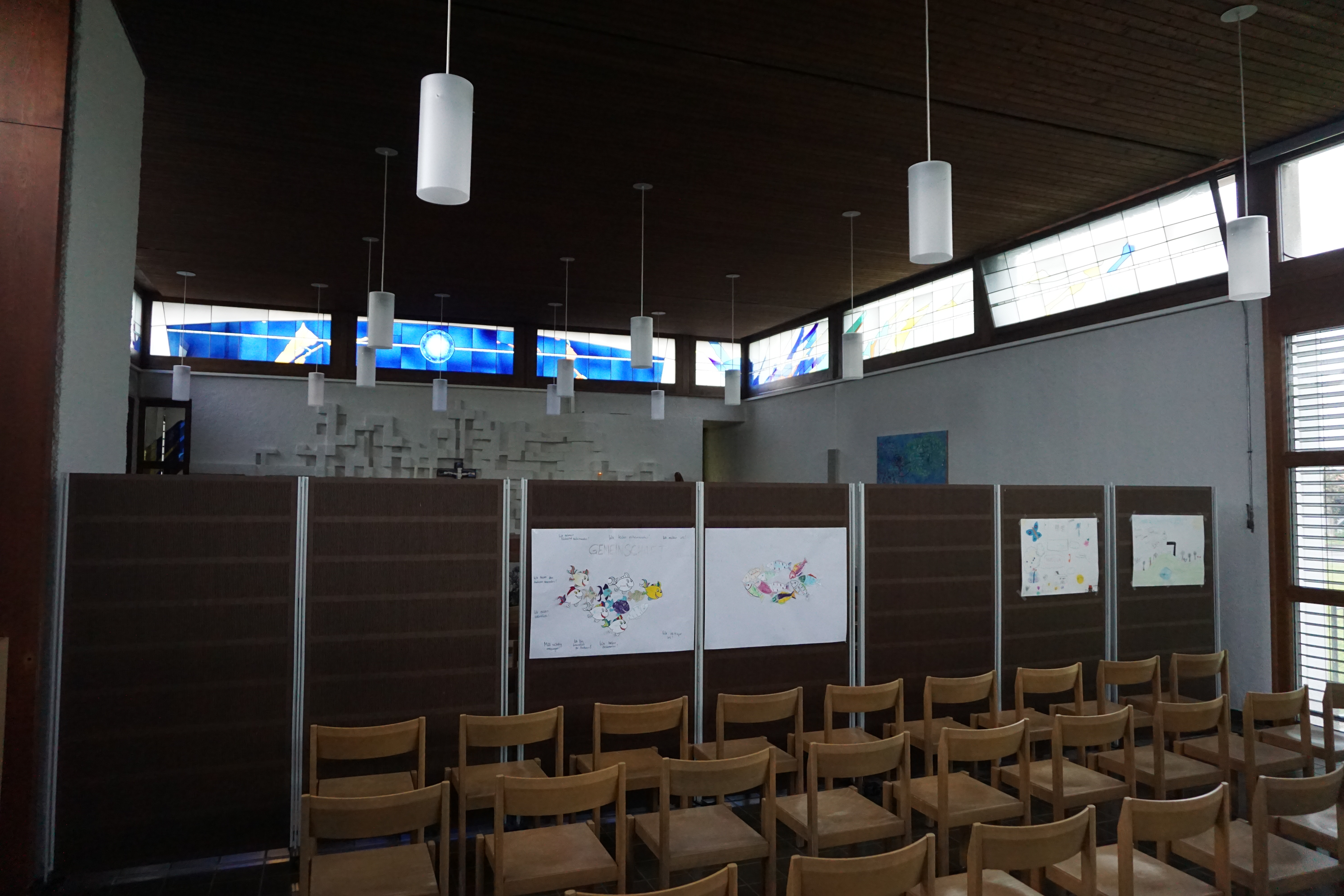
Kath. Kirche Täuffelen, Inneres

Von aussen verweist einzig der niedrige Glockenturm mit dem übers Eck eingefügten Kreuz auf einen sakralen Bau. An der Ecke des Turms ist der von Peter Travaglini entworfene Grundstein eingelassen. Das Relief zeigt einerseits die Jahreszahl 1971 und symbolisch den Schlüssel und das Schwert als Attribute der Patronats-Apostel. Die einzige Glocke im Turm wurde von der Giesserei H. Rüetschi in Aarau 1972 gegossen. Sie ist 800 Kilogramm schwer und klingt im Ton fis. Die von Travaglini entworfenen Inschriften sind neutestamentliche Zitate: Epheser 3, 21 und Galater 1, 18. Der Eingang zum Gebäude befindet sich im unteren Turmbereich. Ein Korridor erschliesst die Nebenräume und den Kirchenraum.
Die Rückwand des Altarbereichs entwarf und gestaltete Peter Travaglini unter Mitwirkung von Pierino Selmoni. Der schlichte Altartisch ist als ökumenische Geste ein Geschenk der reformierten Kirchgemeinde. Tabernakel, Kreuz, Ambo, Kerzenleuchter und das Weihwassergefäss sind mit einfachen Kupfer- und Emaille-Plättchen verziert. Die Ausstattung wird durch eine kleine elektronische Orgel ergänzt. Das umlaufende Fensterband unterhalb der Decke ist mit farbiger Glasmalerei von Pascal Engeler, Teufen versehen. Der Raum kann dank den freistehenden Stühlen mit Stellwänden beliebig unterteilt werden, was eine flexible Nutzung ermöglicht.